# Шалотр ла Гранд
Шалотр ла Гранд (фр. Chalautre-la-Grande) је насељено место у Француској у региону Париски регион, у департману Сена и Марна.
По подацима из 2011. године у општини је живело 698 становника, а густина насељености је износила 38,08 становника/km².

## Демографија
| 1962. | 1968. | 1975. | 1982. | 1990. | 2011. |
| ----- | ----- | ----- | ----- | ----- | ----- |
| 463   | 446   | 377   | 383   | 570   | 698   |